# سایت‌های انقلاب صنعتی میجی ژاپن: آهن و فولاد، کشتی‌سازی و استخراج زغال‌سنگ
سایت‌های انقلاب صنعتی میجی ژاپن: آهن و فولاد، کشتی‌سازی و استخراج زغال سنگ (به ژاپنی: 明治日本の産業革命遺産 製鉄・鉄鋼、造船、石炭産業, Meiji nihon no sangyōkakumei isan: seitetsu, tekkō, zōsen, sekitan sangyō)، گروهی از اماکن تاریخی است که نقش مهمی در صنعتی‌سازی ژاپن در دوره‌های باکوماتسو و دوره میجی (۱۸۵۰دهه - ۱۹۱۰) بازی کرده‌اند و بخشی از میراث صنعتی ژاپن هستند.